# Konrad Dasypodius

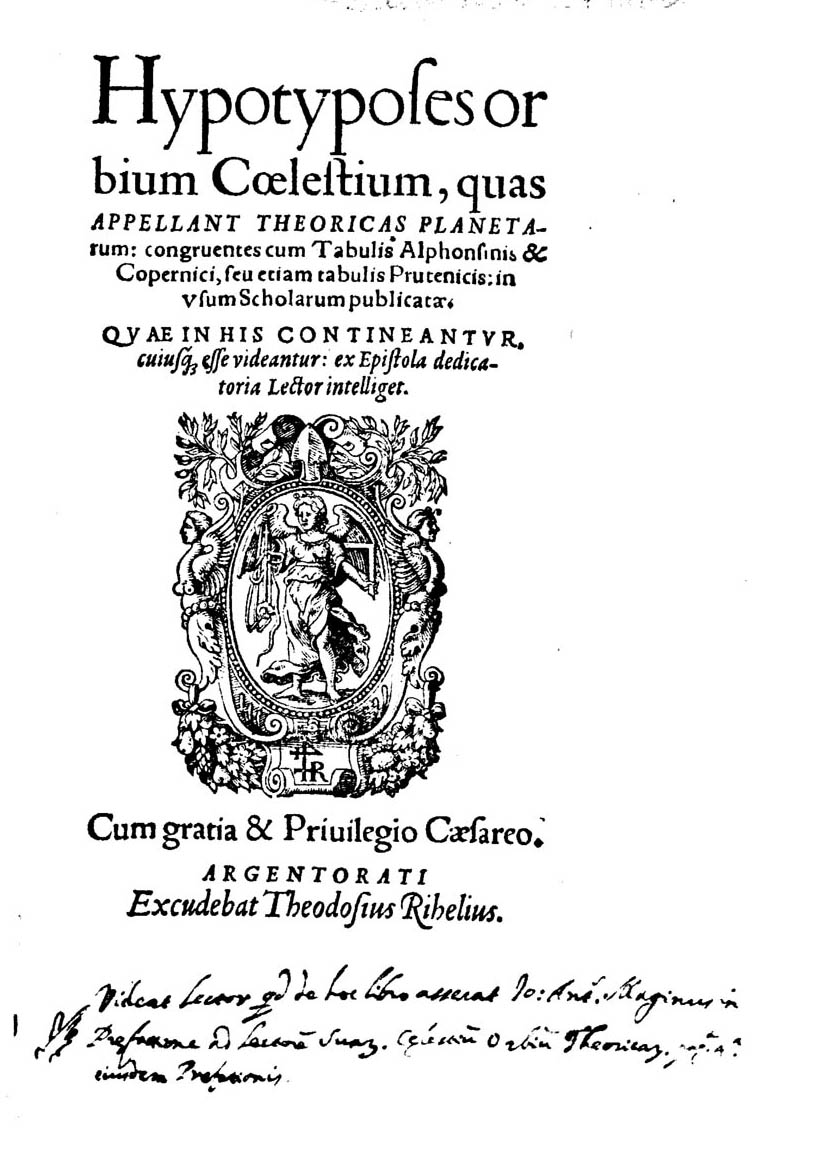
Hypotyposes orbium coelestium, 1568

Konrad Dasypodius, także: Hasenfratz, Rauhbein (ur. 1530 we Frauenfeldzie, zm. 1600 w Strasburgu) – matematyk.
Syn Piotra Dasypodiusa. Kanonik, był nauczycielem matematyki w Strasburgu. Napisał pierwszy podręcznik do nauki szkolnej matematyki: Institutionum mathematicarum erotemata (1593). Pod jego kierunkiem wykonany został zegar katedry w Strasburgu.